# Roman Bereźnicki
Roman Bereźnicki (ur. 4 grudnia 1979 r.) – polski wokalista, gitarzysta, klawiszowiec i kompozytor rockowy, także autor tekstów piosenek. Basista zespołu Rosemar's Kids i członek grupy Departament. Współtwórca (wraz z braćmi: Michałem oraz Bolkiem Bereźnickimi) formacji Zberny 3000. Założyciel, wokalista i lider  wpisującego się w nurt rocka industrialno-gotyckiego zespołu  Dr. Lecter (od 2011 roku Dr. Lecter zmienił nazwę na LecteR). W 2015 r. dołączył do zespołu Lipali.
Mieszkaniec Opola, pochodzi z Ozimka.  Od wielu lat jest czołową postacią opolskiej sceny alternatywnej. Tworzy muzykę z pogranicza rocka, alternatywy oraz metalu łączoną z melodyjnymi wokalami.